# Liste der Botschafter der Vereinigten Staaten in Deutschland
Liste der Botschafter der Vereinigten Staaten in Deutschland.

## Missionschefs

### Gesandte beimDeutschen Bund
| Akkreditierung     | Name                    | Bemerkungen          | ernannt von   | akkreditiert bei                | Posten verlassen |
| ------------------ | ----------------------- | -------------------- | ------------- | ------------------------------- | ---------------- |
| 13. September 1848 | Andrew Jackson Donelson | in Frankfurt am Main | James K. Polk | Frankfurter Nationalversammlung | 2. November 1849 |

### Gesandte/Botschafter imDeutschen Reich
Bis 1893 war es den USA völkerrechtlich nicht möglich, Botschafter zu entsenden oder Botschafter aus fremden Staaten zu empfangen. Die Leiter ihrer diplomatischen Vertretungen („Gesandtschaft“) waren Gesandte.
| Akkreditierung     | Name                           | Bemerkungen                                 | ernannt von           | akkreditiert bei *) | Posten verlassen   |
| ------------------ | ------------------------------ | ------------------------------------------- | --------------------- | ------------------- | ------------------ |
| 28. August 1867    | George Bancroft                | bis 1869 Gesandter in Preußen (siehe unten) | Andrew Johnson        | Wilhelm I.          | 30. Juni 1874      |
| 28. August 1874    | Bancroft Davis                 |                                             | Ulysses S. Grant      | Wilhelm I.          | 26. September 1877 |
| 07. Mai 1878       | Bayard Taylor                  |                                             | Rutherford B. Hayes   | Wilhelm I.          | 19. Dezember 1878  |
| 19. Juni 1879      | Andrew Dickson White           |                                             | Rutherford B. Hayes   | Wilhelm I.          | 15. August 1881    |
| 18. Mai 1882       | Aaron Augustus Sargent         |                                             | James A. Garfield     | Wilhelm I.          | 06. Juni 1884      |
| 10. September 1884 | John A. Kasson                 |                                             | James A. Garfield     | Wilhelm I.          | 21. Juni 1885      |
| 21. Juni 1885      | George H. Pendleton            |                                             | Grover Cleveland      | Wilhelm I.          | 25. April 1889     |
| 26. September 1889 | William Walter Phelps          |                                             | Benjamin Harrison     | Wilhelm II.         | 04. Juni 1893      |
| 04. Juni 1893      | Theodore Runyon                | ab 26. Oktober 1893 Botschafter             | Grover Cleveland      | Wilhelm II.         | 27. Januar 1896    |
| 03. Mai 1896       | Edwin F. Uhl                   |                                             | Grover Cleveland      | Wilhelm II.         | 08. Juni 1897      |
| 12. Juni 1897      | Andrew Dickson White           |                                             | William McKinley      | Wilhelm II.         | 27. November 1902  |
| 19. Dezember 1902  | Charlemagne Tower, Jr.         |                                             | Theodore Roosevelt    | Wilhelm II.         | 08. Juni 1908      |
| 14. Juni 1908      | David Jayne Hill               |                                             | Theodore Roosevelt    | Wilhelm II.         | 02. September 1911 |
| 24. Oktober 1911   | John George Alexander Leishman |                                             | William Howard Taft   | Wilhelm II.         | 04. Oktober 1913   |
| 29. Oktober 1913   | James W. Gerard                |                                             | Woodrow Wilson        | Wilhelm II.         | 05. Februar 1917   |
| 10. Dezember 1921  | Ellis Loring Dresel            | Geschäftsträger ad interim                  | Warren G. Harding     | Auswärtiges Amt     | 18. April 1922     |
| 22. April 1922     | Alanson B. Houghton            |                                             | Warren G. Harding     | Friedrich Ebert     | 21. Februar 1925   |
| 29. Juni 1925      | Jacob Gould Schurman           |                                             | Calvin Coolidge       | Paul von Hindenburg | 21. Januar 1930    |
| 12. Februar 1930   | Frederic M. Sackett            |                                             | Herbert Hoover        | Paul von Hindenburg | 24. März 1933      |
| 30. August 1933    | William Edward Dodd            |                                             | Franklin D. Roosevelt | Paul von Hindenburg | 29. Dezember 1937  |
| 03. März 1938      | Hugh Robert Wilson             |                                             | Franklin D. Roosevelt | Adolf Hitler        | 16. November 1938  |
| 16. November 1938  | Alexander Comstock Kirk        | Geschäftsträger                             | Franklin D. Roosevelt | Auswärtiges Amt     |                    |
| 000Mai 1939        | Leland Burnette Morris         | Geschäftsträger                             | Franklin D. Roosevelt | Auswärtiges Amt     | 11. Dezember 1941  |

*) Geschäftsträger (ständig und ad interim) werden nach WÜD nicht bei dem Staatsoberhaupt, sondern bei dem Außenministerium akkreditiert.

### Botschafter in der Deutschen Demokratischen Republik
Die Botschaft befand sich in Ost-Berlin, aber nicht in der DDR (Viermächteabkommen über Berlin); deshalb hieß sie offiziell Botschaft der USA bei der DDR (nicht „in“ der DDR).
| Name und Titel                         | Überreichung des Beglaubigungsschreibens | Ende der Mission  |
| -------------------------------------- | ---------------------------------------- | ----------------- |
| Brandon H. Grove, Jr., Geschäftsträger | 09. Dezember 1974                        | 20. Dezember 1974 |
| John Sherman Cooper, Botschafter       | 20. Dezember 1974                        | 28. Dezember 1976 |
| David B. Bolen, Botschafter            | 22. August 1977                          | 20. Juni 1980     |
| Herbert Stuart Okun, Botschafter       | 20. August 1980                          | 13. Januar 1983   |
| Rozanne L. Ridgway, Botschafter        | 26. Januar 1983                          | 13. Juli 1985     |
| Francis J. Meehan, Botschafter         | 16. September 1985                       | 30. November 1988 |
| Richard Clark Barkley, Botschafter     | 19. Dezember 1988                        | 02. Oktober 1990  |

### Botschafter in der Bundesrepublik Deutschland
| Akkreditierung     | Name                     | Bemerkungen                  | ernannt von          | akkreditiert bei *)     | Posten verlassen   |
| ------------------ | ------------------------ | ---------------------------- | -------------------- | ----------------------- | ------------------ |
| 14. Mai 1955       | James Bryant Conant      | in Bonn                      | Dwight D. Eisenhower | Theodor Heuss           | 19. Februar 1957   |
| 17. April 1957     | David K. E. Bruce        |                              | Dwight D. Eisenhower | Theodor Heuss           | 29. Oktober 1959   |
| 03. Dezember 1959  | Walter C. Dowling        |                              | Dwight D. Eisenhower | Heinrich Lübke          | 21. April 1963     |
| 18. Mai 1963       | George C. McGhee         |                              | Lyndon B. Johnson    | Heinrich Lübke          | 21. Mai 1968       |
| 27. Mai 1968       | Henry Cabot Lodge junior |                              | Lyndon B. Johnson    | Heinrich Lübke          | 14. Januar 1969    |
| 22. Juli 1969      | Kenneth Rush             |                              | Richard Nixon        | Gustav Heinemann        | 20. Februar 1972   |
| 27. Juni 1972      | Martin J. Hillenbrand    |                              | Richard Nixon        | Gustav Heinemann        | 18. Oktober 1976   |
| 27. Oktober 1976   | Walter John Stoessel     |                              | Gerald Ford          | Walter Scheel           | 05. Januar 1981    |
| 30. Juni 1981      | Arthur F. Burns          |                              | Ronald Reagan        | Karl Carstens           | 16. Mai 1985       |
| 16. September 1985 | Richard Burt             |                              | Ronald Reagan        | Richard von Weizsäcker  | 17. Februar 1989   |
| 24. April 1989     | Vernon A. Walters        |                              | George H. W. Bush    | Richard von Weizsäcker  | 18. August 1991    |
| 05. September 1991 | Robert M. Kimmitt        |                              | George H. W. Bush    | Richard von Weizsäcker  | 28. August 1993    |
| 19. Oktober 1993   | Richard Holbrooke        |                              | Bill Clinton         | Richard von Weizsäcker  | 12. September 1994 |
| 31. Oktober 1994   | Charles E. Redman        |                              | Bill Clinton         | Roman Herzog            | 17. Juni 1996      |
| 17. Juni 1996      | James D. Bindenagel      | Geschäftsträger ad interim   | Bill Clinton         | Auswärtiges Amt         | 10. September 1997 |
| 10. September 1997 | John Kornblum            | Ab 7. Juli 1999 in Berlin    | Bill Clinton         | Roman Herzog            | 16. Januar 2001    |
| 12. September 2001 | Dan Coats                |                              | George W. Bush       | Johannes Rau            | 25. Februar 2005   |
| 02. September 2005 | William Timken           |                              | George W. Bush       | Horst Köhler            | 05. Dezember 2008  |
| 05. Dezember 2008  | John M. Koenig           | Geschäftsträger ad interim   | George W. Bush       | Auswärtiges Amt         | 03. September 2009 |
| 03. September 2009 | Philip D. Murphy         |                              | Barack Obama         |                         | 06. Juli 2013      |
| 26. August 2013    | John B. Emerson          |                              | Barack Obama         | Joachim Gauck           | 20. Januar 2017    |
| 20. Januar 2017    | Kent Logsdon             | Geschäftsträger ad interim   | Donald Trump         | Auswärtiges Amt         | 8. Mai 2018        |
| 8. Mai 2018        | Richard Grenell          |                              | Donald Trump         | Frank-Walter Steinmeier | 2. Juni 2020       |
| 2. Juni 2020       | Robin Quinville          | Geschäftsträgerin ad interim | Donald Trump         | Auswärtiges Amt         | Juni 2021          |
| Juni 2021          | Clark Price              | Geschäftsträger ad interim   | Joe Biden            | Auswärtiges Amt         | 17. Februar 2022   |
| 17. Februar 2022   | Amy Gutmann              |                              | Joe Biden            | Frank-Walter Steinmeier | 13. Juli 2024      |
| 13. Juli 2024      | Clark Price              | Geschäftsträger ad interim   | Joe Biden            | Auswärtiges Amt         | 26. Juli 2024      |
| 26. Juli 2024      | Alan Meltzer             | Geschäftsträger ad interim   | Joe Biden            | Auswärtiges Amt         | amtierend          |

*) Geschäftsträger (ständig und ad interim) werden nach WÜD nicht bei dem Staatsoberhaupt, sondern bei dem Außenministerium akkreditiert.

## Gesandte in den deutschen Staaten vor 1871

### Gesandte inPreußen
| Akkreditierung     | Name                    | Bemerkungen                                             | ernannt von      | akkreditiert bei       | Posten verlassen   |
| ------------------ | ----------------------- | ------------------------------------------------------- | ---------------- | ---------------------- | ------------------ |
| 05. Dezember 1797  | John Quincy Adams       | Gesandter in Berlin                                     | John Adams       | Friedrich Wilhelm III. | 05. Mai 1801       |
| 09. Juni 1835      | Henry Wheaton           | Geschäftsträger                                         | Andrew Jackson   | Friedrich Wilhelm III. | 29. September 1837 |
| 29. September 1837 | Henry Wheaton           | Botschafter                                             | Martin Van Buren | Friedrich Wilhelm III. | 18. Juli 1846      |
| 18. Juli 1846      | Andrew Jackson Donelson |                                                         | James K. Polk    | Friedrich Wilhelm IV.  | 13. September 1848 |
| 30. Juni 1849      | Edward A. Hannegan      | in Berlin                                               | Zachary Taylor   | Friedrich Wilhelm IV.  | 13. Januar 1850    |
| 10. Dezember 1850  | Daniel D. Barnard       |                                                         | Millard Fillmore | Friedrich Wilhelm IV.  | 21. September 1853 |
| 04. November 1853  | Peter Dumont Vroom      |                                                         | Franklin Pierce  | Friedrich Wilhelm IV.  | 10. August 1857    |
| 03. September 1857 | Joseph A. Wright        |                                                         | James Buchanan   | Friedrich Wilhelm IV.  | 01. Juli 1861      |
| 01. Juli 1861      | Norman B. Judd          |                                                         | Abraham Lincoln  | Wilhelm I.             | 03. September 1865 |
| 03. September 1865 | Joseph A. Wright        |                                                         | Andrew Johnson   | Wilhelm I.             | 11. Mai 1867       |
| 28. August 1867    | George Bancroft         | ab 1871 Gesandter im Deutschen Kaiserreich (siehe oben) | Andrew Johnson   | Wilhelm I.             | 30. Juni 1874      |